# جون غريمالدي
جون غريمالدي (بالإنجليزية: John Grimaldi)‏ هو كاتب أغاني وموسيقي بريطاني، ولد في 22 مايو 1955 في سانت ألبانز في المملكة المتحدة، وتوفي في 15 نوفمبر 1983.